# حالت‌برداری برنامه‌ای
حالت‌برداری برنامه‌ای (به انگلیسی: Application checkpointing) تکنیکی برای اضافه کردن قابلیت تحمل خطا به سیستم‌های رایانه‌ای است. این تکنیک به این صورت است که یک تصویر لحظه‌ای از وضعیت فعلی برنامه تهیه می‌شود، بعدها در صورتی‌که برنامه مورد نظر دچار اشکالی شد، این تصویر ذخیره‌شده واگردانی شده و مورد استفاده قرار می‌گیرد و جایگزین حالت فعلی برنامه می‌شود. از جمله سیستم‌عامل‌هایی که این تکنیک را پیاده‌سازی کرده‌اند، می‌توان به لینوکس و همینطور برخی از سیستم‌عامل‌های خانواده بی‌اس‌دی اشاره کرد. مباحثی که در پیاده‌سازی این تکنیک‌ها حائز اهمیت است عبارتنت از مقدار حالتی که باید ذخیره شود (چقدر از اطلاعات برنامه باید ذخیره شود)، سطح خودکارسازی، سازگارپذیری با دیگر سیستم‌ها (می‌توان از تصویر تهیه‌شده در رایانه و سیستم دیگری هم استفاده کرد؟)، معماری سیستم (تکنیک در کجا پیاده‌سازی شده؟ در کتابخانه، در کامپایلر یا در سطح سیستم‌عامل؟) که هر کدام از این موارد بر روی کارایی و خصوصیات تکینک تأثیرگذار هستند. به عنوان مثال، اینکه کل اطلاعات مرتبط با برنامه ذخیره شود، کار پیاده‌سازی را راحت خواهد کرد، چرا که نیازی به تحلیل خود برنامه نیست، اما باعث می‌شود تا سازگارپذیری با دیگر سیستم‌ها کاهش یابد، چرا که ممکن است بقیه سیستم‌ها از ساختارهای دیگری برای برنامه‌ها استفاده کنند.